# Saverio Bettinelli
Saverio Bettinelli (Màntua, Llombardia, 18 de juliol de 1718 — 13 de setembre de 1808) va ser un jesuïta, crític literari, historiador i poeta italià. Va ser molt crític amb la poesia de Dante Alighieri i la poesia acadèmica del seu temps. Ha estat considerat l'introductor de la Il·lustració a Itàlia. En una de les seves obres apareix per primer cop l'expressió risorgimento.

## Obres

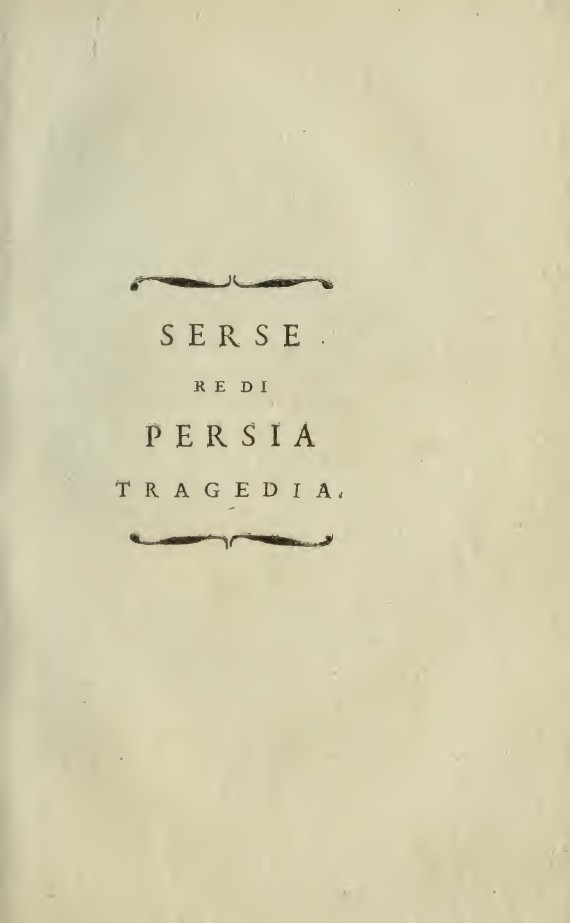
Serse re di Persia, 1800

- Versi sciolti (1757)
- Tragedie (1771)
- Lettere virgiliane (1757)
- Serse re di Persia (1800)